# The Big Blues
The Big Blues è il primo album in studio del chitarrista e cantante statunitense Albert King, pubblicato nel 1962.

## Tracce
1. Let's Have a Natural Ball – 2:55
2. What Can I Do to Change Your Mind? – 2:54
3. I Get Evil – 2:31
4. Had You Told It Like It Was (It Wouldn't Be Like It Is) – 3:09
5. This Morning – 2:12
6. I Walked All Night Long – 2:56
7. Don't Throw Your Love on Me So Strong – 3:00
8. Travelin' to California – 3:05
9. I've Made Nights by Myself – 2:40
10. This Funny Feeling – 2:37
11. Ooh-Ee Baby – 3:58
12. Dyna Flow – 2:52